# Provincie Asti
Asti (Provincia di Asti) je italská provincie v oblasti Piemont, se stejnojmenným hlavním městem. Sousedí na severozápadě s provincií Torino, na východě s provincií Alessandria, na jihu s provincií Savona a na západě s provincií Cuneo.

## Okolní provincie
| Růžice kompasu | Torino |                |             | Růžice kompasu |
| Růžice kompasu | Cuneo  | Sever          | Alessandria | Růžice kompasu |
| Růžice kompasu | Cuneo  | Provincie Asti | Alessandria | Růžice kompasu |
| Růžice kompasu | Cuneo  | Jih            | Alessandria | Růžice kompasu |
| Růžice kompasu | Savona |                |             | Růžice kompasu |